# Jacoba I av Holland
Jacoba Wittelsbach I av Holland, även kallad Jacoba van Beieren (holländska) och Jacqueline de Bavière (franska), född på slottet Quesnoy i Hainaut 16 augusti 1401, död på slottet Teyerling i Leiden 8 oktober 1436, var monark (grevinna) i Hainaut, Grevskapet Holland och Zeeland från 1417 till 1432. Hon var genom giftermål kronprinsessa av Frankrike och prinsessa av England. Hon var gift med kronprins Johan av Frankrike (1415), hertig Johan IV av Brabant (1418), den engelske prinsen Humphrey, hertig av Gloucester (1423), och Frank, herre av Borselen.

## Första äktenskapet och kronprinsessa av Frankrike
Jacoba var dotter till greve Vilhelm VI av Holland och Margareta av Burgund (1374-1441). Hon hade från födseln namnet "av Holland" för att utmärka henne som sin fars tronarvinge. Jacoba trolovades som barn 1403 med prins Johan av Frankrike, hertig av Touraine, som hade givits som fosterbarn till hennes far och som fick växa upp med henne på slottet Quesnoy. Johan skulle enligt planen uppfostras som arvtagare till ett annat av hennes fars riken, Hainaut. 
22 april 1411 gav påven dispens för äktenskapet och 6 augusti 1415 gifte sig paret i Haag. Den 15 december samma år avled Johans äldre bror Ludvig, vilket gjorde Johan och Jacoba till kronprins och kronprinsessa av Frankrike. Johan avled den 4 april 1417 i Compiègne, enligt ryktet förgiftad. Äktenskapet var barnlöst. Den 31 maj avled också Jacobas far.

## Andra äktenskapet och tronbestigningen
Jacoba hyllades som suverän och regerande grevinna i Holland och Hainaut, men hennes arvsrätt ifrågasattes av hennes farbror, hertig Johan III av Bayern-Straubing, biskop av Liège. Sigismund (tysk-romersk kejsare) godkände henne som suverän i Hainaut men hävdade att Holland och Zeeland inte hade kvinnlig tronföljd, och stödde hennes farbror som kandidat, eftersom han uppfattade denne som en trognare undersåte och en mer pålitlig bundsförvant mot Burgund. Jacoba stöddes av Hoek-fraktionen i Holland, småstäderna och lågadeln. 
Den 18 april 1418 gifte hon sig med sin kusin hertig Johan IV av Brabant och Limbourg i Haag. Äktenskapet hade arrangerats av hennes förmyndare och morbror, hertig Johan av Burgund, och det blev olyckligt och barnlöst. Farbroderns ifrågasättande av hennes arvsrätt underblåste spänningar i landet som ledde till inbördeskrig. 1419 delade Johan av Burgund upp hennes förläningar och gav Holland och Zeeland till hennes farbror.
Då Jacoba insåg att hennes mor och make inte kunde ge henne något stöd reste hon till England på inbjudan av Henrik V av England 1421, där hon förklarade sig skild. Den 7 mars 1422 blev hennes äktenskap förklarat ogiltigt av påven Benedict XIII.

## Tredje äktenskapet och kriget med Burgund
Jacoba gifte om sig med Henrik V:s bror, prins Humphrey, i hemlighet i Hadleigh före mars 1423. Humphrey hade då blivit Englands regent som förmyndare för sin omyndige brorson, Henrik VI av England. Året därpå fick Jacoba en dödfött barn. 
Den 6 januari avled hennes farbror i förgiftning. Humphrey invaderade då Nederländerna för att göra anspråk på hennes områden. Jacoba ifrågasattes då av sin före detta man, Johan av Brabant, och maken av Burgund och Armagnac. Den 25 januari 1425 övergav Humphrey hennes sak och återvände till England, där han inledde ett förhållande med Jacobas hovdam Eleanor Cobham. Jacoba belägrades i Mons, där hon sedan tillfångatogs av hertig Filip av Burgund, som fängslade henne i Gent. Jacoba räddades av två riddare och lyckades fly från Gent utklädd till man. Humphrey sände då en flotta till hennes hjälp, med Jacoba lyckades inte uppbåda Zeeland till sitt försvar. I januari 1426 besegrades den engelska flottan av Burgund, som erövrade Zeeland. 
Den 27 februari förklarade påven Martin V att äktenskapet mellan Jacoba och Humphrey var ogiltigt och äktenskapet mellan Jacoba och Johan av Brabant giltigt. Detta befriade Humphrey från all plikt att stödja hennes kamp, medan Johan av Brabant nu i egenskap av make kunde pantsätta Holland och Zeeland till Burgund. 
Jacoba fortsatte dock att försvara sin kontroll över Holland mot Burgunds, sin makes och Hoek-fraktionens förenade styrkor. Hon anförde sina styrkor mot Burgunds arméer och vann flera segrar, som dock aldrig var avgörande. Den 17 april 1427 avled hennes make Johan av Brabant. Påven Martin V förklarade 9 juli 1428 att hennes äktenskap med Humphrey var olagligt, och Humphrey gifte sig då med sin älskarinna Eleanor Cobham. Lämnad ensam utan allierade insåg Jacoba att hon var tvungen att ge upp. 
Den 3 juli 1428 slöt Jacoba och Filip av Burgund fördraget i Delft, kallad "Försoningen i Delft", där Jacoba avsade sig sina politiska rättigheter. Hon behöll sina titlar som regerande grevinna av Holland, Zeeland och Hainaut och kvarstod formellt som dess suverän, men lämnade ifrån sig all makt och utnämnde Filip av Burgund till utövande regent i hennes namn. Hon tvingades också utnämna Filip av Burgund till sin tronarvinge om hon skulle dö barnlös och lova att inte gifta sig utan hans tillstånd. Hennes bild präglades fortfarande på mynten, nu bredvid Filips, och av de nio rådsmedlemmar som skulle styra hennes grevskap fick hon rätten att utse tre.

## Fjärde äktenskapet och abdikation
År 1430 pantsatte Filip av Burgund Holland och Zeeland till familjen Borselen, vars överhuvud Frank van Borselen skötte hennes ekonomi. År 1432 gifte sig Jacoba i hemlighet med Borselen och försökte samla Holland i uppror mot Burgund. Burgund invaderade då omedelbart och fängslade Borselen. Jacoba avsade sig sin egendom och sina titlar i utbyte mot sin frihet och ett erkännande av äktenskapet. Detta var alltså även en formell adikation. Hon var därefter endast prinsessa av Holland och grevinna van Oostervant. Hon gifte sig öppet med Borselen 1 mars 1434, och hennes man fick titeln greve van Oostervant av Filip av Burgund. Hennes sista äktenskap var lyckligt. Hon dog sommaren 1436, troligen i tuberkulos.